# Partit per la Justícia i la Integració
Partit per la Justícia i la Integració (Partia për Drejtësi dhe Integrim) és un partit polític d'Albània, defensor dels drets dels albanesos de Çameria.

## Estatuts
El partit va ser format el 2004 i declara en els seus estatuts, que pertany al centredreta, que és la pàtria política per a la gran majoria dels Çams marginats pel règim comunista. Des de la desaparició de l'Estat de partit únic, el Çams sempre han posat la seva fe en els partits de centredreta i l'exercici dels seus drets amb Grècia. No obstant això, els Çams són plenament conscients que els polítics de Tirana, ja sigui demòcrates o socialistes, en realitat només se centren en la qüestió de Çameria durant les eleccions.

## Resultats
A les eleccions locals de 2007 va obtenir representació important a Saranda, Delvina, Konispol, Markat i Xarrë, i un dels millors representats a Vlorë o Fier. I a les eleccions legislatives albaneses de 2009 va obtenir un escó dins la coalició Aliança pels Canvis (Aleanca për Ndryshim), encapçalada pel Partit Democràtic d'Albània.